# Teatern
Teatern is een wijk in het stadsdeel Västra Innerstaden van de Zweedse stad Malmö. De wijk telt 251 inwoners (2013) en heeft een oppervlakte van 0,10 km². In Teatern zijn Malmö IP en het opera- en muziektheater van Malmö gevestigd. Ten westen van het theater staan een aantal woningen.

## Galerij

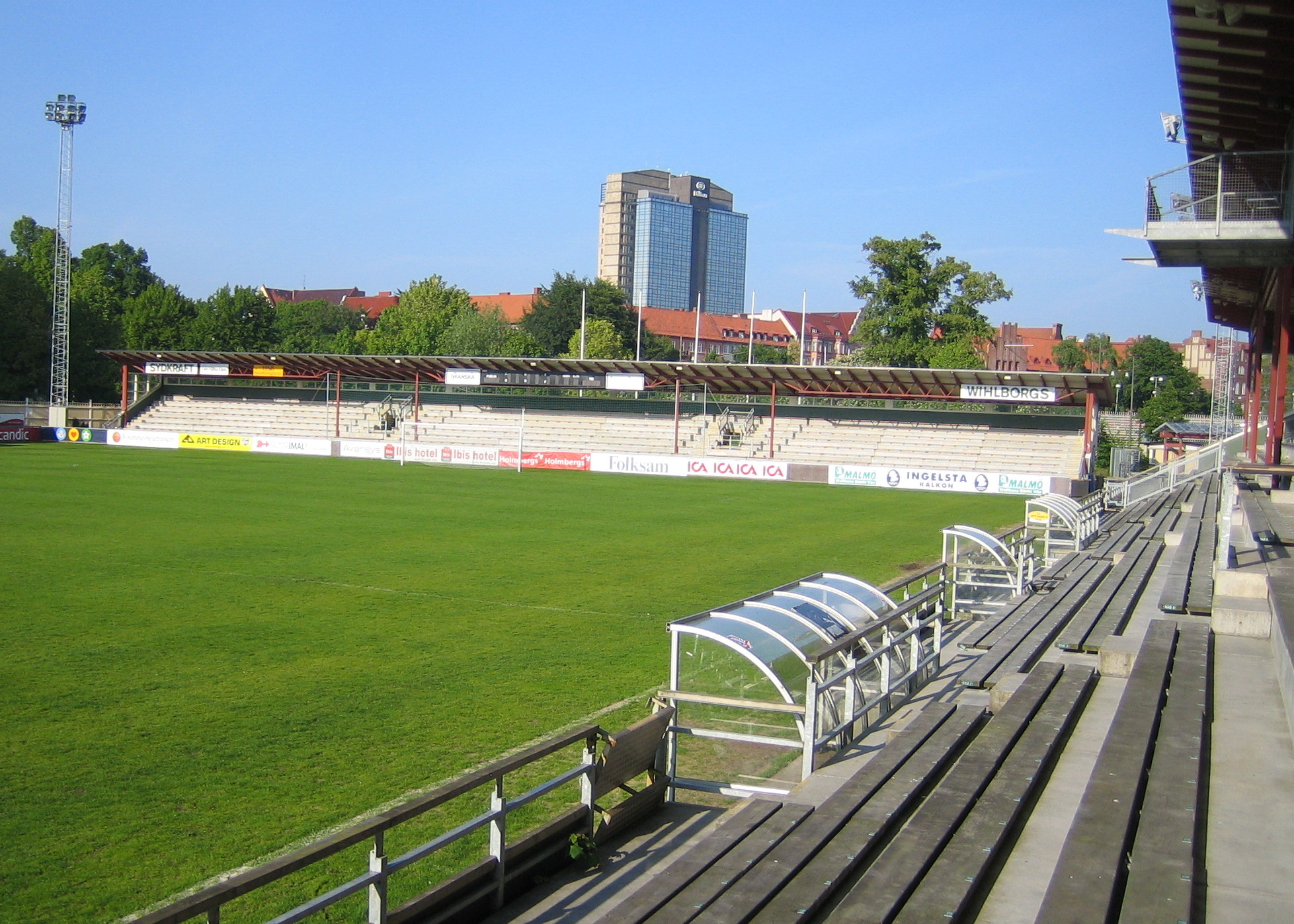
Malmö IP
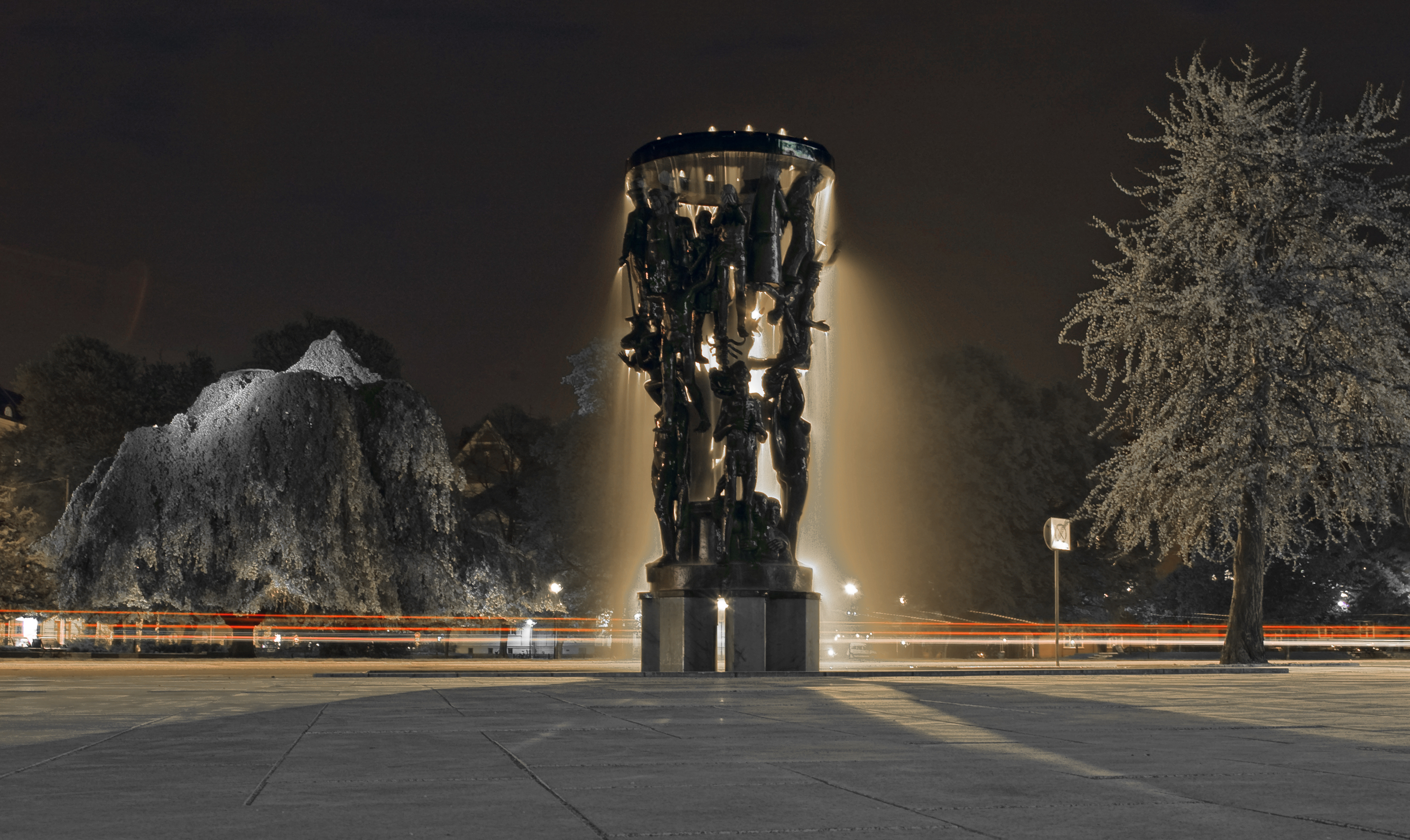
Fontein bij het opera- en muziektheater van Malmö